# New Mexico Airlines

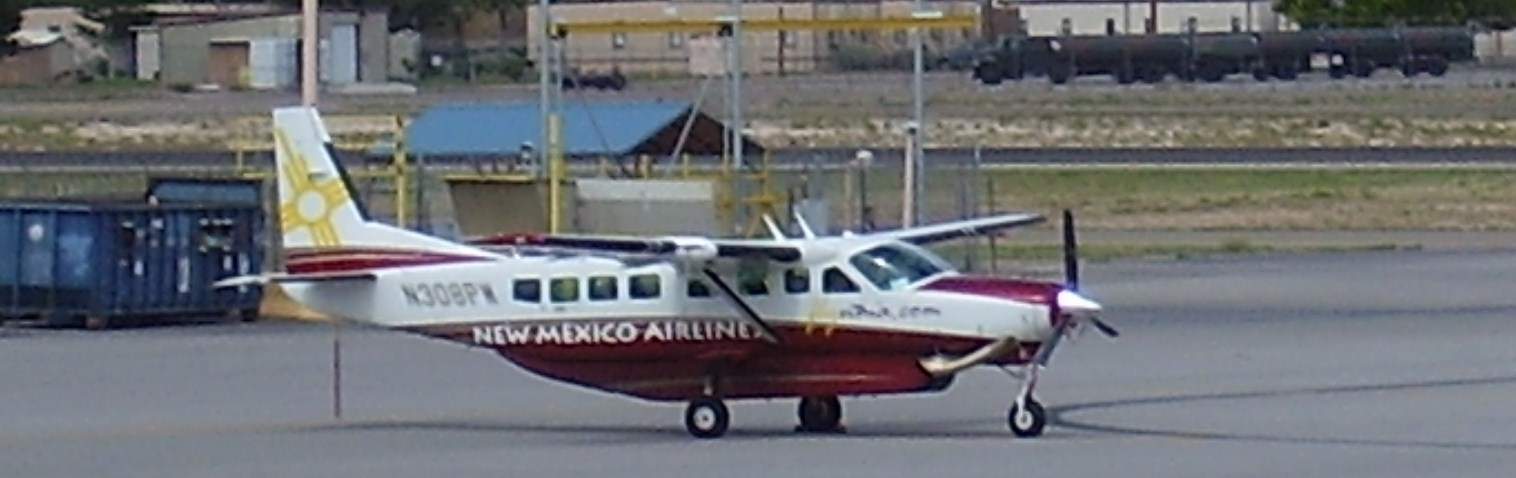
Avión de New Mexico Airlines.

New Mexico Airlines era una aerolínea americana fundada por Pacific Air Holdings para operar vuelos en Nuevo México tras obtener la aerolínea un contrato EAS para operar a Hobbs y Carlsbad, Nuevo México.  La aerolínea inició sus vuelos el 1 de julio de 2007 y uso los identificadores de aerolínea y los códigos de llamada de su compañía matriz Pacific Wings. La marca tuvo su sede en Dallas, Texas.
La aerolínea dejó de existir en el año 2015.

## Destinos
En octubre de 2010, New Mexico Airlines operaba a los siguientes destinos:

### Estados Unidos

#### Nuevo México
- Alamogordo (Aeropuerto Regional de Alamogordo-White Sands)
- Albuquerque (Aeropuerto Internacional de Albuquerque) Base de operaciones
- Carlsbad (Aeropuerto de Cavern City)
- Hobbs (Aeropuerto Regional del Condado de Lea)

### Destinos planeados/propuestos
- Deming, Nuevo México (Aeropuerto Municipal de Deming)
- Lubbock, Texas (Aeropuerto Internacional de Lubbock Preston Smith)

### Destinos suspendidos
- Midland / Odessa, Texas.[3]
- Ruidoso (Aeropuerto Regional Sierra Blanca)
- Santa Fe, Nuevo México (Aeropuerto Municipal de Santa Fe) – suspendido debido al conflicto de los incentivos operativos.[4]
- Taos, Nuevo México (Aeropuerto Regional de Taos) – a la espera de la certificación Parte 139 del aeropuerto.[5]
- El Paso, Texas (Aeropuerto Internacional de El Paso)

## Flota
En marzo de 2009, la flota de New Mexico Airlines consistía en las siguientes aeronaves:
| Avión                   | Total | Plazas |
| ----------------------- | ----- | ------ |
| Cessna 208A Caravan 675 | 3     | 9      |